# 勝沼晴雄
勝沼 晴雄（かつぬま はるお、1916年3月27日 - 1985年3月17日）は、日本の公衆衛生学者、東京大学名誉教授。

## 来歴
静岡県出身。勝沼精蔵の長男として生まれる。1941年東京帝国大学医学部卒。病理学教室入室  7月海軍軍医中尉（グアム〔2〕、トラック島、横須賀航空技術廠、操縦士）。1949年公衆衛生学入室。1952年、米国留学（ピッツパーグ大学）。1950年、医学博士。論文の題は「白血球像の日差に関する研究」。 1952年、米国ピッツパーグ大学留学。
1955年、東京大学助教授、1959年、同教授。
1960年4月8日、新日本窒素肥料（現・チッソ）から支援を受けて、日本化学工業協会は「水俣病研究懇談会」を設置した。同懇談会は、日本医学会会長の田宮猛雄が委員長を務めたことから通称「田宮委員会」と呼ばれ、勝沼は幹事として参加した。勝沼ら田宮委員会の研究者たちは、熊本大学研究班が前年に発表した有機水銀説に反論し、他に原因があると主張した。
1976年、定年退官、名誉教授、杏林大学教授。1983年、国立公害研究所副所長。
1985年3月17日、死去。68歳没。

## 著書
- あなたの職場と健康 サラリーマンにしのびよる病い 隆鳳堂 1960  「サラリーマン病」改題
- 公衆衛生学的接近 南江堂 1966
- 地域医療 金原出版 1980.8 (金原医学新書)

## 共編著
- あんま師・はり師・灸師・柔道整復師のための衛生 松本幸久共著 医歯薬出版 1961
- 医学年鑑 医学・歯学・薬学・保健衛生の年次総覧 緒方富雄,大村潤四郎共編 医歯薬出版 1962
- 煙霧の文明 現代病の種々相 小泉明,鈴木継美共著 日本評論新社 1963
- 公衆衛生学 小泉明,鈴木継美共著 医学書院 1968 (系統看護学講座)
- 人類生態学ノート 鈴木継美共編 東京大学出版会 1970 (UP選書)
- 公衆衛生の課題 医歯薬出版 1971
- プライマリ・ケアのための疫学 田中恒男共編 杏林書院 1984.2

## 翻訳
- 本態性高血圧症 George Pickering 根岸竜雄共訳 医歯薬出版 1964

## 親族
- 父：勝沼精蔵（血液学）、名古屋大学第3代総長。
- 叔父：勝沼六郎、国立療養所中部病院 病院長。
- 従弟：勝沼信彦（生化学）、徳島大学教授。
- 従弟：勝沼恒彦（生化学）、東海大学教授。

## 参考
- 泉孝英『日本近現代医学人名事典』173頁。医学書院 2012年 ISBN 978-4-260-00589-0。